# Alfa Romeo Proteo
Der Alfa Romeo Proteo (alternativ: Alfa Romeo 164 Proteo) ist ein Show Car des italienischen Automobilherstellers Alfa Romeo, das im Frühjahr 1991 vorgestellt wurde. Das als Coupé-Cabriolet gestaltete Auto nahm zentrale Designdetails der ab 1994 produzierten Serienmodelle Alfa Spider und GTV der Baureihe 916 vorweg und hatte einige technische Merkmale, die später bei anderen Alfa-Modellen in die Serienproduktion einflossen. Der Proteo selbst wurde nicht in Serie gefertigt.

## Entstehungsgeschichte
Der Proteo steht in engem Bezug zur zweiten Generation des Alfa Romeo Spider und seinem geschlossenen Gegenstück GTV, die 1994 – drei Jahre nach dem Messedebüt des Proteo – auf den Markt kamen.
Die Nachfolger des seit 1966 produzierten klassischen Spider (Tipo 115) und des 1986 eingestellten Alfetta GTV befanden sich seit 1987 unter der Projektbezeichnung Tipo 916 in der Entwicklung. Initiator der beiden Schwestermodelle war Vittorio Ghidella, der Chef der Autosparte des Fiat-Konzerns, zu dem Alfa Romeo seit 1986 gehörte. Ghidella betrieb von Beginn an die Einbindung Alfa Romeos in Fiats Plattformstrategie. Dementsprechend sollten der neue Spider und der neue GTV gleichermaßen auf Fiats Tipo-Due-Plattform basieren, die ab 1988 schrittweise die Grundlage aller Kompaktmodelle des Konzerns wurde. Das bedeutete für den Spider und den GTV unter anderem den Wechsel von Hinterrad- auf Frontantrieb und Quermotoren.
In der zweiten Hälfte der 1980er-Jahre ging die Automobilpresse weitgehend davon aus, dass der neue Spider und der GTV eine an den Alfa Romeo 164 angelehnte Karosserie haben würden. Diese Erwartungen knüpften an die Show Cars Alfa Romeo Vivace an, die Diego Ottina für Pininfarina gezeichnet hatte. Sie waren 1986 als Cabriolet und als Coupé gezeigt worden und hatten im Bereich der Front- und der Heckpartie deutliche Ähnlichkeiten mit dem 164. Noch 1988 veröffentlichte beispielsweise die Fachzeitschrift auto motor und sport Spider- und GTV-Entwürfe, die an den 164 bzw. den Vivace angelehnt waren.
Tatsächlich stand die äußere Form des kommenden Spider und des neuen GTV bereits seit Ende 1987 fest. Sie hatte keine Bezüge zum 164 oder zum Vivace. Ihre Karosserie war bei Pininfarina von Enrico Fumia gestaltet worden. Fumia griff dabei ein Designkonzept auf, das er bereits 1981 für das Pininfarina-Show-Car Audi Quattro Quartz entwickelt hatte. Das bedeutete stilistisch einen Bruch mit traditionellen Designelementen Alfa Romeos.
1990 entschied sich das Alfa-Management dafür, die Alfa-Romeo-Kunden mit einer Studie auf das tatsächliche Design der kommenden Spider und GTV vorzubereiten. Die Studie entstand im Centro Stile Alfa Romeo in Arese; verantwortlicher Designer war Walter de Silva. Pininfarina war – im Gegensatz zu den späteren Serienmodellen – nicht an der Gestaltung der Studie beteiligt. Das Show Car erschien 1991 unter der Bezeichnung Proteo. Einige Publikationen verbreiteten später die These, dass der Spider und der GTV der 916-Generation vom Proteo abgeleitet seien. Tatsächlich ist es umgekehrt; die Karosserien beider Serienmodelle waren bereits weitestgehend fertig, als der Proteo im März 1991 debütierte.

## Bezeichnung
Als Modellbezeichnung wählte Alfa Romeo den Namen des griechischen Gottes Proteus, dessen italienische Bezeichnung Proteo lautet. Der Mythologie zufolge war Proteus in der Lage, seine Gestalt zu verändern. Darin war der Bezug zum Alfa Romeo Proteo zu sehen: Alfas Show Car konnte sich durch Einklappen des Dachs vom Coupé zum Cabriolet wandeln und damit ebenfalls seine (Karosserie-)Form ändern.

## Modellbeschreibung

### Design
Der Alfa Romeo Proteo ist ein zweisitziger Sportwagen mit elektrisch einklappbarem Dach, der als Coupé und als Cabriolet gefahren werden kann.
Stilistisch verbindet der Proteo Elemente des Show Cars Audi Quattro Quartz und des in Kleinserie produzierten Sportwagens Alfa Romeo SZ. Der Proteo hat wie der SZ eine ungewöhnlich hohe Gürtellinie, die von vorn nach hinten leicht ansteigt. Die Motorhaube reicht bis zu den Stoßstangen hinab und in die Wagenflanken hinein. Vorn sind auf jeder Seite drei runde Scheinwerfer eingelassen. Diese Elemente greifen Designmerkmale des Quattro Quartz auf. Gleiches gilt für seitlich über die gesamte Wagenflanke verlaufende Lichtkante, die die Karosserie optisch in einen oberen und einen unteren Bereich teilt. Allerdings ist sie beim Proteo leicht ansteigend, während sie beim Quattro Quartz waagerecht verläuft. Das Alfa-Scudetto, das wappenförmige Emblem der Marke, ist hervorgehoben modelliert und dient als Lufteinlass für den Motorraum. Die oberen Ausläufer gehen in eine sich V-förmig ausbreitende Erhebung auf der Motorhaube über. Die untere Spitze des Scudetto durchbricht die Linie des Stoßfängers.
Der kuppelförmige Dachaufbau ist zweiteilig gestaltet. Die unmittelbar hinter den Sitzen beginnende Heckscheibe ist als Panoramascheibe geformt. Sie kann als Ganzes elektrisch im Kofferraum versenkt werden. Das über den Sitzen befindliche Dachteil kann danach über einen Klappmechanismus ebenfalls zurückgezogen und im Kofferraum untergebracht werden.

### Antriebstechnik

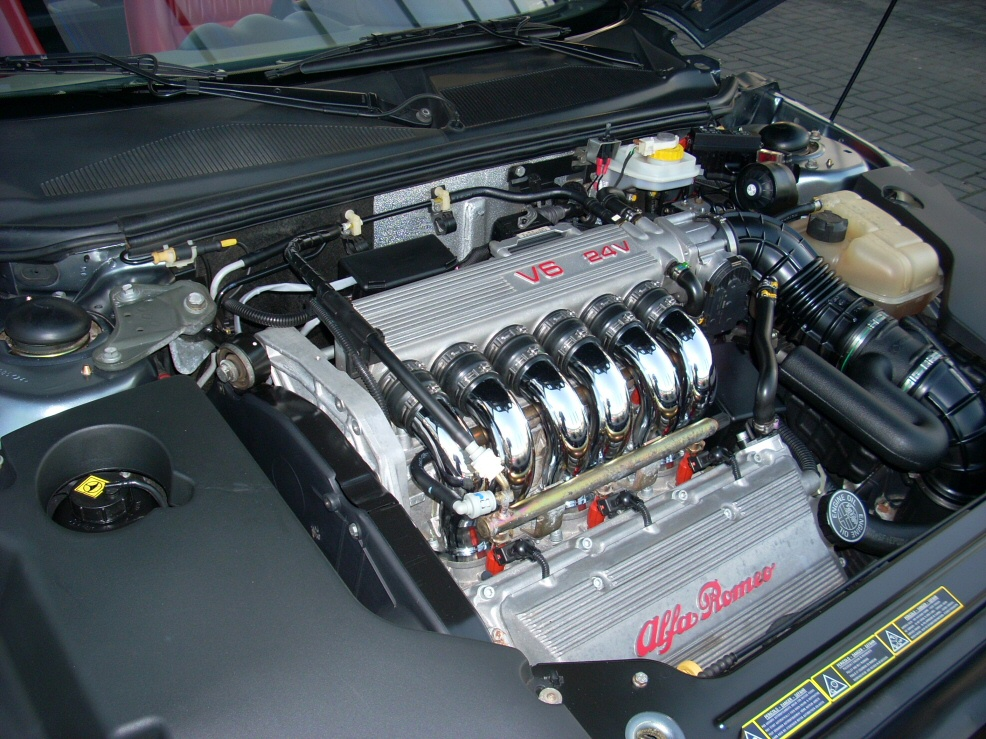
3,0-Liter-24-V-Sechszylindermotor

Der Proteo basiert auf der verkürzten Bodengruppe des Alfa Romeo 164, die unter der Bezeichnung Tipo 4 auch im Fiat Croma, im Lancia Thema und im Saab 9000 verwendet wurde. Technisch nahm der Proteo einige Entwicklungen vorweg, die später auch bei einigen Serienmodellen erhältlich waren.
Als Antrieb dient eine überarbeitete Version von Alfa Romeos 3,0 Liter großem „Busso“-Sechszylinder-V-Motor, der in seiner ursprünglichen Form 1979 im Alfa Sei auf den Markt gekommen war. Im Proteo war der Motor erstmals mit einem Vierventil-Zylinderkopf ausgestattet. Seine Leistung wurde mit 191 kW (260 PS) angegeben.
Neu war auch der Allradantrieb, den Alfa Romeo zusammen mit Steyr entwickelt hatte, sowie eine Vierradlenkung.

## Präsentation, Produktion und Verbleib
Der Alfa Romeo Proteo wurde im März 1991 auf dem Genfer Auto-Salon der Öffentlichkeit vorgestellt. Das Ausstellungsstück war rot lackiert.
In der zeitgenössischen Motorpresse wurde wiederholt über eine bevorstehende Serienproduktion des Proteo spekuliert. Auch 30 Jahre nach seiner Vorstellung halten sich noch Berichte, Alfa Romeo hätte eine Kleinserie von 2000 Exemplaren geplant, was allerdings zu einem Vermarktungskonflikt mit dem zur gleichen Zeit bei Zagato gebauten Kleinseriensportwagen SZ und seiner bereits in der Entwicklung befindlichen offenen Version RZ geführt hätte. Tatsächlich wurden 1991 nur drei Fahrzeuge des Proteo gebaut, eines für Automobilausstellungen und zwei für Testzwecke. Ein Exemplar existiert noch immer. Es steht heute im Alfa Romeos Werksmuseum in Arese.

## Verwandtschaft mit Serienmodellen

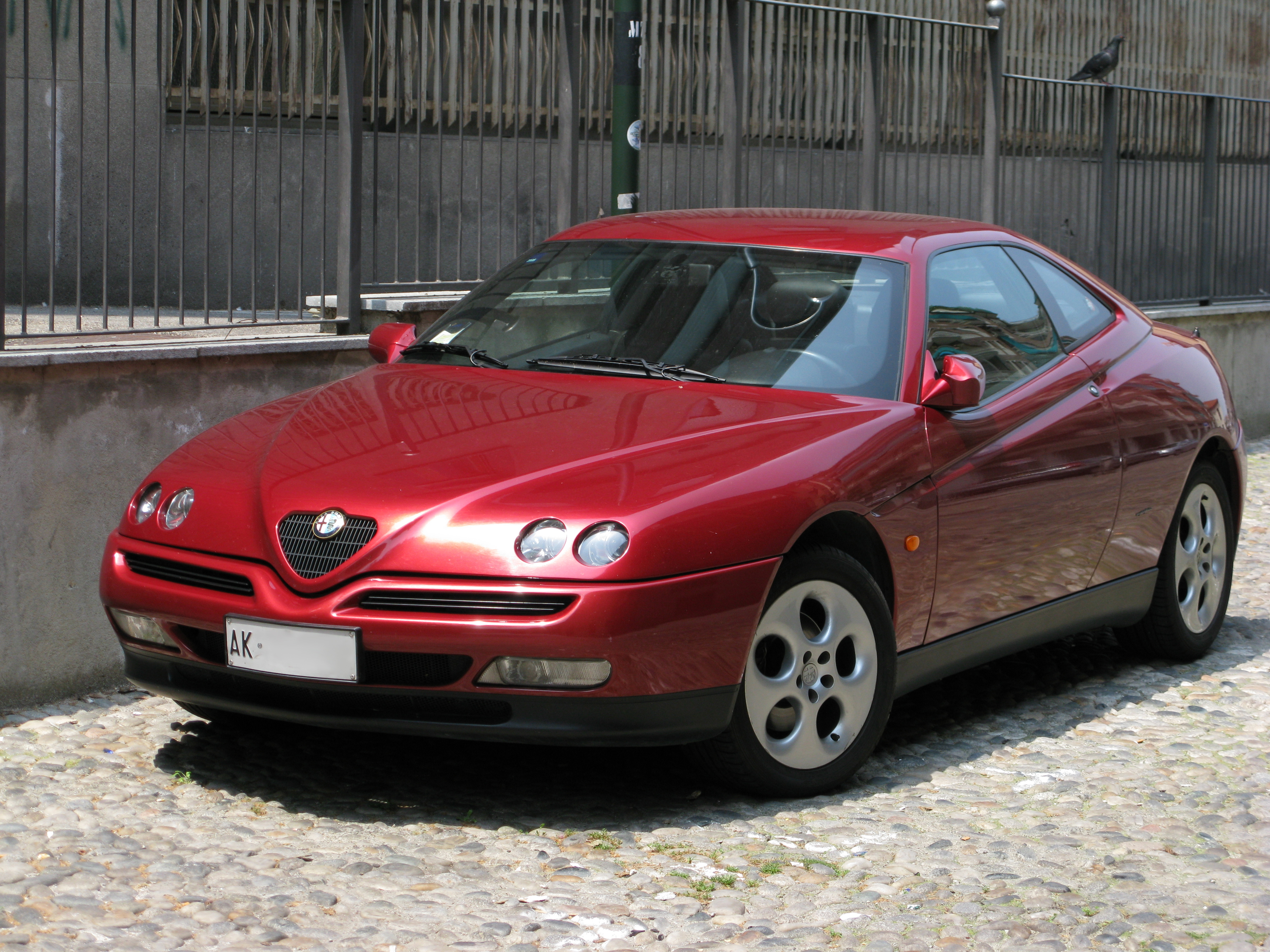
Alfa Romeo GTV (Tipo 916)

Einige Designelemente des Proteo finden sich bei dem Alfa Romeo Spider und dem GTV, die beide ab 1994 in Arese in Serie gefertigt wurden. Das betrifft in erster Linie die große Motorhaube und die in die Haube eingelassenen runden Scheinwerfer, wobei die Serienfahrzeuge nicht drei, sondern nur zwei Scheinwerfer auf jeder Seite haben. Ähnlich ist auch die Positionierung des Alfa-Scudetto. Auch die Lichtkanten in den Wagenflanken finden sich – allerdings mit stärkerer Neigung – beim Tipo 916. Die Dachkonstruktion ging hingegen nicht in die Serienfertigung ein. Vergleichbare Konzepte gab es allerdings einige Jahre später bei Mercedes-Benz (SLK, ab 1996) Peugeot (206 CC, ab 2000) und einigen anderen Herstellern.
Der 24-Ventil-Sechszylindermotor des Proteo war ab Oktober 1992 zunächst in den Spitzenmodellen des Alfa Romeo 164 erhältlich. In der Serienausführung leistete der Motor 171 kW (232 PS) und damit 20 kW (28 PS) weniger als im Proteo. Ab 2000 war der Motor schließlich auch im Spider und im GTV der Baureihe 916 lieferbar; hier betrug die Leistung 176 kW (240 PS). Auch der zusammen mit Steyr entwickelte Allradantrieb war ab Oktober 1992 im Alfa Romeo 164 erhältlich. Die Vierradlenkung gab es allerdings in keinem Alfa-Serienmodell.
In den ersten Jahren führte Alfa Romeo beim Spider und beim GTV der Baureihe 916 einen roten Farbton, der dem des 1991 ausgestellten Proteo nahekam. Der Rotton wurde als Rosso Proteo bezeichnet.